# Resolució 355 del Consell de Seguretat de les Nacions Unides
La Resolució 355 del Consell de Seguretat de les Nacions Unides, aprovada l'1 d'agost de 1974, va recordar les seves resolucions 186 353 i 354 va assenyalar que tots els Estats han declarat el seu respecte per la sobirania, la independència i la integritat territorial de Xipre i va demanar al Secretari General de les Nacions Unides que adoptés les mesures oportunes respecte a un possible alto el foc i que tornés a informar al Consell. La resolució buscava posar fi al conflicte provocat per la invasió turca de Xipre.
La resolució 355 es va aprovar amb 13 vots a cap; la República Socialista Soviètica de Belarús i la Unió Soviètica es van abstenir.